# Rechtbank Oost-Nederland
De Rechtbank Oost-Nederland was van 1 januari 2013 tot en met 31 maart 2013 een van de rechtbanken in Nederland. De rechtbank ontstond uit een samenvoeging van de rechtbanken Arnhem, Almelo, Zutphen en het Overijsselse deel van de rechtbank Zwolle-Lelystad. Het bestuur van de nieuwe rechtbank was gevestigd in Arnhem. Daarnaast had de rechtbank zittingsplaatsen in Almelo, Apeldoorn, Deventer, Enschede, Groenlo, Harderwijk, Nijmegen, Terborg, Tiel, Wageningen, Zutphen en Zwolle. Hoger beroep tegen beslissingen van de rechtbank kon worden ingesteld bij het Gerechtshof Arnhem-Leeuwarden, voor bestuurszaken bij de Centrale Raad van Beroep of de Raad van State. De rechtbank werd op 1 april 2013 gesplitst in de rechtbank Gelderland en de rechtbank Overijssel.

## Rechtsgebied
Het arrondissement omvatte het grondgebied van de provincies Overijssel en Gelderland. Bij de behandeling van de wet waarbij de rechterlijke indeling van Nederland werd gewijzigd heeft de Eerste Kamer in een motie aangegeven enkel akkoord te willen gaan met de wijziging als Oost-Nederland zo spoedig mogelijk zou worden gesplitst in twee rechtbanken: Gelderland en Overijssel. De toenmalige minister Opstelten heeft dat toegezegd en kort daarna een aanpassingswet ingediend die op 19 december 2012 is aanvaard door het parlement.